# Yves Triantafyllos
Yves Triantafyllos o Triantafillos (Montbrison, 27 ottobre 1948) è un ex calciatore francese, di ruolo attaccante.

## Carriera
Nato a Montbrison da padre greco, esordì in Division 1 nel Saint-Étienne nel corso della stagione 1966-67, durante la quale collezionerà una sola presenza senza contribuire quindi in maniera rilevante alla vittoria del campionato da parte dei Verts. Ceduto al Joinville, passò dopo due anni al Boulogne dove vinse il titolo di capocannoniere della Division 2 nel 1971.
Alla fine del campionato Triantafyllos si trasferì in Grecia, tra le file dell'Olympiakos, dove giocò per quattro anni ottenendo nel campionato 1973-1974 un double, quando già l'anno precedente aveva vinto il campionato. Per la stagione 1974-1975 Triantafyllos tornò al Saint-Étienne dove rimase due stagioni vincendo in entrambe il campionato e contribuendo, grazie soprattutto ad un goal segnato contro l'Hajduk Split, al raggiungimento della semifinale di Coppa dei Campioni 1974-75.
Nella 1976-1977 Triantafyllos si trasferì al Nantes dove, alla sua prima stagione vinse il quinto campionato consecutivo nonché ultimo della sua carriera. Alla fine della stagione successiva Triantafyllos fu ceduto al Rouen dove rimase un solo anno, quindi, dopo una parentesi in Grecia nella squadra di Atene Kallithea, si accasò al Roanne dove trascorse gli ultimi due campionati della sua carriera.

## Palmarès
- Campionato francese: 4

Saint-Etienne: 1966-1967, 1974-1975, 1975-1976
Nantes: 1976-1977
- Campionato greco: 2

Olympiakos: 1972-1973, 1973-1974
- Coppa di Grecia: 1

Olympiakos: 1973-1974